# Arctia pallens
Arctia pallens är en fjärilsart som beskrevs av O. Schultz 1908. Arctia pallens ingår i släktet Arctia och familjen björnspinnare. Inga underarter finns listade i Catalogue of Life.